# منیزیم (کاربردهای پزشکی)
منیزیم به عنوان یک دارو در فرمولاسیون متفاوت موجود هستند. این مواد برای درمان کمبود منیزیم و خون با منیزیم پایین و همچنین اکلامپسی به کار می‌رود. منیزیم برای سلامتی ضروری است.
معمولاً در دوزهای پایین‌تر، منیزیم معمولاً داخل رژیم غذایی معدنی، از جمله بسیاری از فراورده‌های مولتی ویتامین وجود دارد.

## کاربردهای پزشکی
نشانه‌ها و کاربردهای تجویز منیزیم عبارتند از:
- کمبود منیزیم و hypomagnesemia.
- اکلامپسی. تجارب و شواهد بالینی از اثربخشی منیزیم برای این مورد حمایت می‌کنند.
- ملین استفاده کنید به خصوص سیترات منیزیم و منیزیم هیدروکسید
- عامل ضد آریتمی برای ایست قلبی. سولفات منیزیم اولین ماده‌ای است که برای این موارد تحت دستورالعمل 2005 ECC استفاده می‌شود.
- به عنوان یک برونکودیلاتور بعد از بتا-آگونیست و آنتی کولینرژیک سعی شده است به عنوان مثال در بیماری آسم شدید مورد استفاده قرار گیرد. مطالعات اخیر نشان داد که سولفات منیزیم می‌تواند آسم حاد را کاهش دهد.
- داروی ضد انقباض: سولفات منیزیم نیز می‌تواند زایمان را به تأخیر بیندازد.
- اختلال خفیف شناختی. منیزیم قادر به ارائه مقادیر بالایی از سیگنال به سیستم عصبی مرکزی است و در مطالعات حیوانی و همچنین آزمایش‌های انسانی نشان داده شده است دارای اثر بخشی در درمان شناخت است. نتایج مطالعات به خوبی نشان می‌دهد که بیماران مبتلا به آلزایمر منیزیم کمتری نسبت به افراد سالم دارند.

## عوارض جانبی
بیشتر عوارض جانبی از منیزیم عبارتند از: ناراحتی معده و اسهال و کمبود کلسیم.

## مصرف بیش از حد
مصرف بیش از حد منیزیم (hypermagnesemia) تنها در شرایط خاص ممکن است. این کار می‌تواند باعث تهوع، استفراغ، کاهش زیاد فشار خون، سردرگمی و کاهش ضربان قلب و اختلال تنفسی شود. در موارد بسیار شدید می‌تواند باعث کما، آریتمی قلبی، ایست قلبی و مرگ شود.
مصرف بیش از حد منیزیم می‌تواند با تجویز گلوکونات کلسیم خنثی شود.